# Lauta
Lauta település Németországban, azon belül Szászország tartományban. Lakosainak száma 8053 fő (2023. december 31.). Lauta Elsterheide, Hoyerswerda, Bernsdorf, Hohenbocka és Senftenberg községekkel határos.

## Népesség
A település népességének változása:
| Lakosok száma | 8473 | 8411 | 8142 | 8082 | 8053 |
|               | 2017 | 2019 | 2021 | 2022 | 2023 |